# Club Ferro Carril Oeste
Il Club Ferro Carril Oeste, chiamato comunemente solo Ferro Carril Oeste, è una società polisportiva argentina con sede a Caballito, un barrio di Buenos Aires. Fondato il 28 luglio 1904, è noto soprattutto per la sua sezione calcistica, la quale milita in Primera B Nacional, la seconda serie del campionato argentino.

## Storia

### Gli inizi
Il club fu fondato con la denominazione di Club Atlético del Ferrocarril Oeste de Buenos Aires il 28 luglio 1904, da un centinaio di impiegati della Buenos Aires Western Railway (all'epoca Ferrocarril Domingo Faustino Sarmiento). Nel 1907, il Ferro si iscrisse alla Seconda Divisione amatoriale, e nel 1912 ottenne la prima storica promozione in Prima Divisione battendo il Racing Club nella partita conclusiva.

### I Cinque Moschettieri

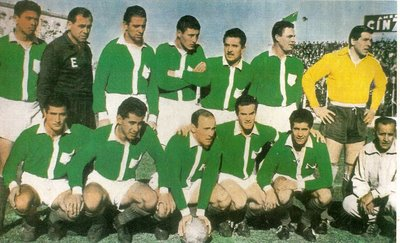
La formazione che nel 1958 vinse la Primera B.

Verso la fine degli anni trenta, il club si emancipò dalla ferrovia, cambiando denominazione in Club Ferro Carril Oeste. Nel 1937 emersero nella squadra cinque giocatori di talento provenienti dal vivaio, che formavano un quintetto offensivo noto come I Cinque Moschettieri: Bernardo Gandulla, Juan José Maril, Luis Borgnia, Jaime Sarlanga e Raúl Emeal. Questo quintetto giocò insieme solo nel biennio 1937-1938, perché furono poi ceduti ad altre squadre (Sarlanga avrebbe ottenuto molti allori col Boca Juniors). Sia Gandulla che Sarlanga segnarono insieme più del 50% dei gol fatti dal Ferro nella stagione 1937.
Altro giocatore da ricordare dell'epoca era Delfín Benítez Cáceres, che militò nel club dal 1941 fino al suo ritiro nel 1944 segnando 20 gol. Gandulla ed Emeal ritornarono al Ferro nel 1944 dopo aver militato nel Boca Juniors, ma nonostante questi giocatori importanti, il Ferro terminò ultimo in classifica nella stagione 1946, retrocedendo in cadetteria per la prima volta nella sua storia.

### Dagli anni cinquanta agli anni settanta

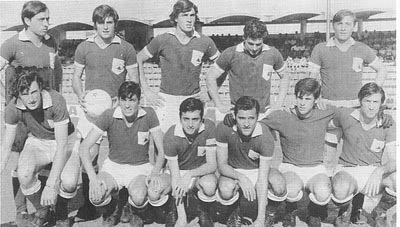
La formazione che ritornò in Prima Divisione nel 1970.

Il Ferro ritornò presto in prima divisione nel 1949, vincendo il campionato di Primera B. Il Ferro si classificò sesto nel 1954 e addirittura quarto nel 1959, il miglior piazzamento raggiunto fino in quel momento. Di nuovo retrocesso, il Ferro vinse la Primera B nel 1963, ritornando di nuovo in Primera División. In massima serie, il Ferro raggiunse di nuovo il quarto posto nel 1965. Il Ferro venne poi di nuovo retrocesso, ritornando nel 1970 in prima divisione.
Nel 1974 il Ferro vestì una maglia arancione, in onore alla nazionale olandese vicecampione del mondo nel 1974, chiudendo al sesto posto nel Torneo Nacional di quell'anno. Il giocatore più rappresentativo di questo periodo era il centrocampista centrale Gerónimo "Cacho" Saccardi, che debuttò in prima squadra nel 1969 e divenne una leggenda per il club.

### Gli anni d'oro: gli anni ottanta
Il Ferro ebbe un ruolo prominente negli sport argentini negli anni ottanta, in particolare nel calcio e nella pallacanestro. La sezione calcio vinse 2 campionati argentini e disputò la Coppa Libertadores. Invece, la sezione pallacanestro vinse per tre volte la Liga Nacional de Básquet (il campionato argentino di massima serie).
Nel 1979 Carlos Griguol venne ingaggiato come allenatore della squadra, divenendo successivamente l'allenatore più vincente della storia della squadra, conquistando due campionati argentini, grazie al contributo di talenti quali Carlos Arregui, Héctor Cúper e Oscar Garré.
Il Ferro vinse il suo primo titolo nazionale nel 1982, vincendo il Torneo Nacional sconfiggendo in finale il Quilmes. La squadra in 22 partite disputate ne vinse 16 e ne pareggiò 6, segnando 50 gol e subendone 13. L'ala sinistra Miguel Angel Juárez fu il capocannoniere con 22 reti. Altri giocatori di rilievo della squadra campione erano Adolfino Cañete, Alberto Márcico, Juan Domingo Rocchia e Héctor Cúper.
Nonostante la partenza di alcuni giocatori importanti della rosa che aveva vinto il campionato 1982 (Saccardi, Rocchia, Crocco), il Ferro vinse un altro Torneo Nacional nel 1984, battendo in finale il River Plate (3-0/1-0). La squadra in 17 partite disputate ne vinse 14 e ne perse soltanto 1, pareggiandone 4. Il Ferro segnò 32 gol e ne subì soltanto 9, mentre Márcico fu il capocannoniere della squadra con 5 gol.
Dopo i due terzi posti del 1981 e del 1983, nel Torneo Metropolitano 1984, invece, il Ferro si piazzò secondo con 50 punti, solo uno in meno dell'Argentinos Juniors. Il Ferro disputò la Coppa Libertadores 1985, venendo eliminato al primo turno dall'Argentinos Juniors.
Il Ferro, oltre a vincere due campionati, batté anche tre record della Primera:
- Nel campionato Metropolitano 1981, il portiere Carlos Barisio batté un record nazionale non subendo reti per 1.075 minuti di gioco, comprese 10 partite consecutive senza subire reti.
- Il Ferro vinse inoltre il Nacional 1982 senza subire sconfitte, seconda squadra a riuscire nell'impresa dopo il San Lorenzo. Il River Plate e il Boca Juniors riuscirono nell'impresa negli anni novanta.

Dall'altra parte, il Ferro detiene il record poco lusinghiero nel maggior numero di minuti giocati senza segnare un gol: il periodo di digiuno di reti durò ben 875 minuti trascorsi tra la fine della Apertura 1998 e la Clausura 1999.
Nel 1987 Carlos Griguol abbandonò la squadra, venendo assunto dal River Plate. Aveva vinto due campionati (gli unici tuttora vinti dal Ferro in massima serie) e 2 sotto-campionati. Il Griguol ritornò nel 1988, allenando il Ferro fino al 1993.
Il Ferro ha una forte rivalità con il Vélez Sársfield, e la partita disputata tra le due squadre è nota come Clásico del Oeste.

## Colori e simbolo
| Manica sinistra · Maglietta · Maglietta · Manica destra · Pantaloncini · Calzettoni |
| 1904-07                                                                             |

| Manica sinistra · Maglietta · Manica destra · Pantaloncini · Calzettoni |
| 1907-11                                                                 |

| Manica sinistra · Maglietta · Maglietta · Manica destra · Pantaloncini · Calzettoni |
| 1911-presente                                                                       |

Maglie indossate in occasioni particolari
| Manica sinistra · Maglietta · Maglietta · Manica destra · Pantaloncini · Calzettoni |
| 1952                                                                                |

| Manica sinistra · Manica sinistra · Maglietta · Maglietta · Manica destra · Manica destra · Pantaloncini · Calzettoni |
| 1966 |

| Manica sinistra · Maglietta · Maglietta · Manica destra · Pantaloncini · Calzettoni |
| 1974                                                                                |

## Rose delle stagioni precedenti
- 2011-2012

## Palmarès

### Competizioni nazionali
- Campionato argentino: 2

Nacional 1982, Nacional 1984
- Primera B Nacional: 5

1958, 1963, 1969, 1971, 1978
- Primera B Metropolitana: 1

2003
- Copa San Martín de Tours: 3

1983, 1987, 1990
- División Intermedia: 1

1912
- Segunda División: 1

1913

### Altri piazzamenti
- Campionato argentino:

Secondo posto: Metropolitano 1984
Terzo posto: Metropolitano 1981, Metropolitano 1983
- Primera B Nacional:

Terzo posto: 2015
- Copa San Martín de Tours:

Finalista: 1977, 1993

## Giocatori
Campioni del mondo
- Oscar Garré (Messico 1986)

## Organico
| N. |                      | Ruolo | Calciatore          |
| -- | -------------------- | ----- | ------------------- |
| -- | Argentina (bandiera) | P     | Andrés Bailo        |
| -- | Argentina (bandiera) | P     | Joaquín Gallardo    |
| -- | Argentina (bandiera) | P     | Iván López          |
| -- | Argentina (bandiera) | P     | Leandro Requena     |
| -- | Argentina (bandiera) | D     | Nahuel Amarilla     |
| -- | Argentina (bandiera) | D     | Jonathan Bay        |
| -- | Argentina (bandiera) | D     | Pier Barrios        |
| -- | Argentina (bandiera) | D     | Gustavo Canto       |
| -- | Argentina (bandiera) | D     | Osvaldo Barsottini  |
| -- | Argentina (bandiera) | D     | Rodrigo Izco        |
| -- | Argentina (bandiera) | D     | Rodrigo Mazur       |
| -- | Argentina (bandiera) | D     | Alexis Molina       |
| -- | Argentina (bandiera) | D     | Matías Muñoz        |
| -- | Argentina (bandiera) | D     | Oscar Sainz         |
| -- | Argentina (bandiera) | D     | Hernán Sosa         |
| -- | Argentina (bandiera) | C     | Facundo Affranchino |
| -- | Argentina (bandiera) | C     | Braian Aquino       |
| -- | Argentina (bandiera) | C     | Reinaldo Alderete   |

| N. |                      | Ruolo | Calciatore          |
| -- | -------------------- | ----- | ------------------- |
| -- | Argentina (bandiera) | C     | Leonel Álvarez      |
| -- | Argentina (bandiera) | C     | Elías Borrego       |
| -- | Argentina (bandiera) | C     | Francisco García    |
| -- | Argentina (bandiera) | C     | Nicolás Gómez       |
| -- | Argentina (bandiera) | C     | Sebastián Menguez   |
| -- | Argentina (bandiera) | C     | Dimas Morales       |
| -- | Argentina (bandiera) | C     | Martín Ojeda        |
| -- | Argentina (bandiera) | C     | Ezequiel Pérez      |
| -- | Argentina (bandiera) | C     | Lautaro Torres      |
| -- | Argentina (bandiera) | C     | Guillermo Vernetti  |
| -- | Argentina (bandiera) | A     | Bruno Barranco      |
| -- | Argentina (bandiera) | A     | Gonzalo Castillejos |
| -- | Argentina (bandiera) | A     | Facundo Garnier     |
| -- | Argentina (bandiera) | A     | Nicolás López Macri |
| -- | Argentina (bandiera) | A     | Facundo Palacios    |
| -- | Argentina (bandiera) | A     | Luis Salmerón       |
| -- | Argentina (bandiera) | A     | Mariano Trípodi     |
| -- | Argentina (bandiera) | A     | José Vizcarra       |

## Sezione pallacanestro
Il Ferro si affiliò alla Federación Argentina de Básquetbol (Federazione Argentina di Pallacanestro) nel 1921, ma il club debuttò in massima serie solo nel 1933. Nello stesso anno il Ferro disputò la prima partita internazionale contro l'Atenas de Montevideo, perdendo per uno scarto di due punti. Nel 1941 il Ferro aderì alla Asociación Argentina de Básquetbol (formata poco prima dai più importanti club argentini). Il miglior piazzamento del Ferro in quel periodo fu un secondo posto nel Torneo Metropolitano 1956, disputato a Luna Park.
Nel 1968 il Ferro venne promossa nella massima serie della Buenos Aires Association. Nel 1976 León Najnudel fu ingaggiato come allenatore e, sotto la sua conduzione, e, grazie al contributo di giocatori di talento quale Miguel Cortijo, il Ferro vinse i suoi primi campionati, vincendo il Torneo Oficial, quello di Apertura e quello Metropolitano. Il Ferro fu anche la prima squadra argentina a vincere il Campeonato Sudamericano de Clubes nel 1981.
Quando la Liga Nacional fu formata nel 1985, i principali rivali del Ferro erano l'Atenas de Córdoba. Il Ferro vinse i campionati 1985 e 1986, giungendo secondo nel 1987, vincendo un secondo titolo Sudamericano nel 1987. León Najnudel ritornò nel club nel 1989, vincendo il terzo titolo con la squadra ma lasciò il club l'anno successivo, insieme a Miguel Cortijo.
Alla fine della stagione 2003-04 il Ferro venne retrocesso in TNA (Torneo Nacional de Ascenso, il campionato cadetto). Alcuni problemi economici continuarono a tenere fuori dalla massima serie il Ferro, che attualmente milità nel torneo federale della Capitale.

### Palmarès della sezione pallacanestro
- Liga Nacional de Básquet: 3

1985, 1986, 1989

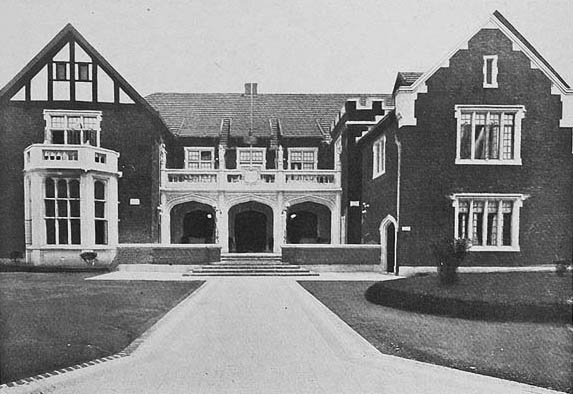
La sede del Ferro Carril Oeste nel 1930.

- Campeonato Sudamericano de Clubes: 3

1981, 1982, 1987
- Torneo Metropolitano: 1

1980
- Torneo Oficial de la Federación de Buenos Aires: 3

1980, 1982, 1983
- Torneo de Apertura de la Federación de Buenos Aires: 3

1980, 1981, 1982

### Giocatori di rilievo
- Miguel Cortijo (1976–90, 1991–92)
- Luis Oroño
- Sebastián Uranga
- Javier Maretto
- Diego Maggi

- Daniel Aréjula
- Horacio López
- Luis Scola (1996–98)
- Federico Kammerichs (1998–2001)
- Erron Maxey (2001–02)

## Pallavolo

### Maschile
Inizia a giocare nel 1953, e debutta in Prima Divisione nel 1960.
Palmarès
- Prima Divisione: 1977, 1980, 1981, 1983, 1984, 1985
- Copa Morgan: 1966, 1977, 1977, 1983, 1984, 1985, 1986
- Campionato Sud Americano: 1987, 1998

Giocatori famosi: Hugo Conte, Waldo Kantor, Esteban Martínez, Carlos Getzelevich, Daniel Castellani.

### Femminile
Inizia a giocare nel 1953 e debutta in Prima Divisione nel 1957.
Palmarès
- Prima Divisione: 1979, 1980, 1981, 1982, 1983, 1984, 1985, 1990
- Copa Morgan: 1977, 1978, 1980, 1981, 1983, 1984, 1986, 1987, 1988, 1998, 2004